# Armand-Auguste Balouzet
 (décembre 2022).
La mise en forme du texte ne suit pas les recommandations de Wikipédia : il faut le « wikifier ».
Les points d'amélioration suivants sont les cas les plus fréquents. Le détail des points à revoir est peut-être précisé sur la page de discussion.
- Les titres sont pré-formatés par le logiciel. Ils ne sont ni en capitales, ni en gras.
- Le texte ne doit pas être écrit en capitales (les noms de famille non plus), ni en gras, ni en italique, ni en « petit »…
- Le gras n'est utilisé que pour surligner le titre de l'article dans l'introduction, une seule fois.
- L'italique est rarement utilisé : mots en langue étrangère, titres d'œuvres, noms de bateaux, etc.
- Les citations ne sont pas en italique mais en corps de texte normal. Elles sont entourées par des guillemets français : « et ».
- Les listes à puces sont à éviter, des paragraphes rédigés étant largement préférés. Les tableaux sont à réserver à la présentation de données structurées (résultats, etc.).
- Les appels de note de bas de page (petits chiffres en exposant, introduits par l'outil «  Source ») sont à placer entre la fin de phrase et le point final[comme ça].
- Les liens internes (vers d'autres articles de Wikipédia) sont à choisir avec parcimonie. Créez des liens vers des articles approfondissant le sujet. Les termes génériques sans rapport avec le sujet sont à éviter, ainsi que les répétitions de liens vers un même terme.
- Les liens externes sont à placer uniquement dans une section « Liens externes », à la fin de l'article. Ces liens sont à choisir avec parcimonie suivant les règles définies. Si un lien sert de source à l'article, son insertion dans le texte est à faire par les notes de bas de page.
- La présentation des références doit suivre les conventions bibliographiques. Il est recommandé d'utiliser les modèles {{Ouvrage}}, {{Chapitre}}, {{Article}}, {{Lien web}} et/ou {{Bibliographie}}. Le mode d'édition visuel peut mettre en forme automatiquement les références.
- Insérer une infobox (cadre d'informations à droite) n'est pas obligatoire pour parachever la mise en page.

Pour une aide détaillée, merci de consulter Aide:Wikification.
Si vous pensez que ces points ont été résolus, vous pouvez retirer ce bandeau et améliorer la mise en forme d'un autre article.
Armand-Auguste Balouzet, né le 18 février 1858 à Saint-Genis-Laval et mort le 12 mai 1905 à Charbonnières-les-Bains, est un peintre paysagiste français.

## Biographie

### Contexte historique
En 1843, près de la moitié des exposants lyonnais sont des paysagistes, et si leur nombre s'abaisse au tiers par la suite, l'abondance de leurs œuvres demeure. Les administrateurs des Amis des Arts encouragent le paysage et la peinture de genre ; ils déconseillent les toiles trop vastes et les nus jugés osés qui, disent-ils, risquent d'« éloigner quelques-uns de leurs cinquante-six acheteurs ».
Les motifs offerts aux Lyonnais se diversifient avec l'amélioration des chemins de fer. L'attrait du sud grandit. Alors, les déplacements estivaux des lyonnais vers la mer deviennent très fréquents vers 1880. Cependant, la Provence, son arrière-pays et la Drôme attirent moins les Lyonnais. C'est l'époque de spécialisation pour plusieurs peintres de représentation de leur région préférée.

### Naissance et famille
Armand, dit Auguste Balouzet, est né Arnaud Larose Balouzet à Saint-Genis-Laval le  18 février 1858, fils de Jean Balouzet, plâtrier, et de Pierrette Mazencieux. 
Il peint dès son plus jeune âge bien qu’il fût destiné à travailler dans l’entreprise familiale de peinture-plâtrerie et n’a de ce fait pas reçu d’éducation artistique académique. On nomme cependant son voisin, Leberecht Lortet, un élève de Calame qui lui aurait donné dix ans de leçons à Oullins. Ce dernier l’a notamment emmené peindre sur le motif dans les Alpes et dans le canton du Valais, on estime que c’est lui qui lui a donné le goût du paysage.

### Vers l'âge adulte
Balouzet fait sept ans de service militaire comme cuisiner à Gap et reprend l’entreprise familiale dans laquelle il fait fortune. Il habite alors une villa construite près de Charbonnières.
Payet le décrit moralement comme « volontaire, énergique et ambitieux » et physiquement « avec des traits taillés à coup de hache, le front haut, large, avec une moustache qui barrait la bouche et achevait de donner à sa figure l’aspect d’une tête de franc. »

### Carrière
Balouzet était à la fois un artiste et un homme d’affaires. Payet évoque « la diplomatique finesse que la pratique des affaires lui avait enseignée » ainsi que la jalousie des artistes car il avait de l’argent et des « relations utiles. »
L’artiste avait donc une double carrière d’artiste et d’homme d’affaires.
À ses débuts, son atelier est situé 45 rue de la République et était entièrement tapissé de paysages comme on peut le voir sur la photographie La Vie Française (1895). Cet atelier est ensuite transféré au 15 rue Jarente en 1895, ce qui témoigne de sa reconnaissance publique et de son accession à un statut social stable. 
Balouzet a conservé toute sa vie des relations avec les métiers du bâtiment.
Des œuvres qu’il a créés sont vendues de manière posthume et témoignent d’un atelier bien garni.
On considère également que l’artiste a eu une carrière importante de décorateur d’édifices privés (hôtels, petits châteaux) et de cafés. Il parle peu de ses décors à ses biographes bien que l’on en connaisse certains comme celui du Cercle international de Vichy, composé de six panneaux en hauteur et d’un panneau en largeur de 8 mètres sur 6 intitulé Une matinée de mai. Il aurait également réalisé un décor dans l'église Saint-Bonaventure à Lyon.

### Influences
Balouzet fut fortement influencé par Leberecht Lortet puisqu'il prit des leçons avec lui seulement.
Il aurait également été influencé par l’œuvre de Carrand, Vernay et Ravier. Un petit groupe de peintres lyonnais de la seconde moitié du XIXe siècle proche de l'École de Barbizon et considérés comme précurseurs directs des impressionnistes pour ce qui est de Carrand et Ravier. Vernay, lui, entre dans les courants de l'expressionnisme et du fauvisme.

### Mort
Balouzet meurt d’une fièvre typhoïde à Charbonnières-les-Bains le 12 mai 1905 à l’âge de 47 ans, en laissant derrière lui sa veuve et quatre enfants. On considère qu’il a laissé derrière lui une œuvre peinte considérable partiellement localisée aujourd’hui.

## Style du peintre

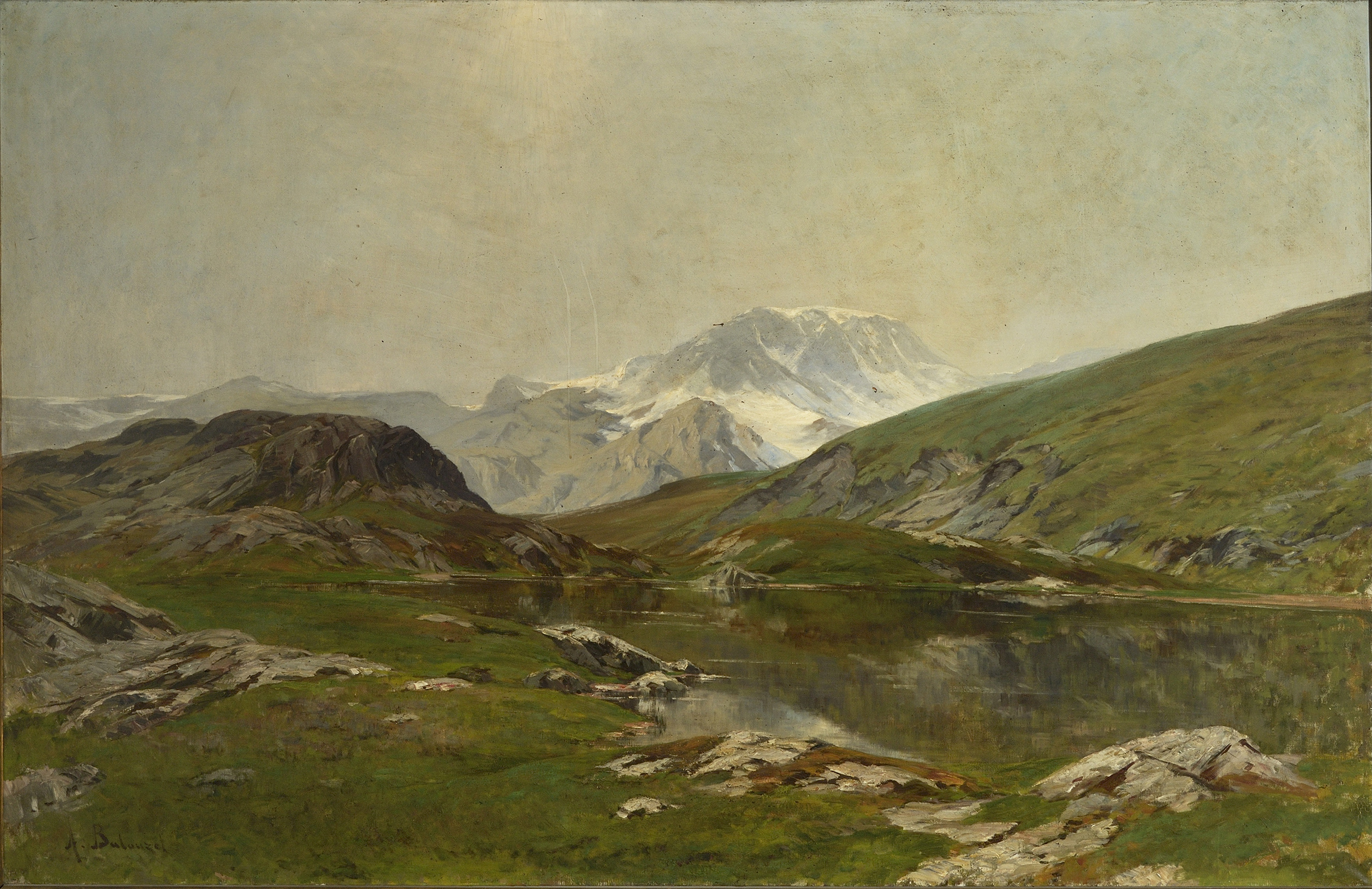
Site du Dauphiné, huile sur toile,, 1865.

Balouzet est un paysagiste dans l'âme. Et son âme se balade des paysages des Alpes françaises ou suisses (Valais), de l'Isère (Oisans, Morestel), à la Loire, du Forez et du Bugey, aux bords de la Méditerranée. Il fait partie des précurseurs de l'Impressionnisme. Il joue de sa carrière de peintre-plâtrier pour réaliser des œuvres sur des toiles de grandes tailles démontrant son goût et habileté pour les compositions ambitieuses ou offrant un grand sentiment d'espace. Il réalise aussi des toiles de taille moyenne, et fait de la peinture à l'huile son outil indispensable.
Son tempérament le porte vers les sites grandioses et sauvages, il aime en accentuer les effets, privilégiant notamment les ciels orageux et contrastés tout en harmonisant l’ensemble.

## Expositions et œuvres

### Salons et expositions à Lyon de 1877 à 1918
Salons et expositions à Lyon de 1877 à 1918 :
1877 :
- Chemin de Campagne animé, huile sur toile, 46 × 32 cm

1878 :
- Le Besso – Vallée d’Annivières (Valais)

- Après la pluie – Chemin aux environs de St-Genis-Laval

1879 :
- Le Col du Géant-Cormayeur (Italie)

1880 :
- Les Bords de l’Iseron – Matinée d’été

1881 :
- Fishing on the Banks of the Garon, France, huile sur toile.

1882 :
- Les Bords du Garou à Brignais (Rhône)

1883 :
- Matinée de juin à Brignais (Rhône)

- Crépuscule d’automne dans les marais de la Mouche à Saint-Genis-Laval

1884 :
- Septembre dans la vallée d’Amby (Isère)

- Solitude

- La lisière du bois

1885 :
- Octobre à Optevoz (Isère)

- Soir d’automne, à Riorges (Loire)

1886 :
- Septembre à Marnix (Ain)

1887 :
- La Rosée

- Après l’averse, en octobre

- Le Jardin du père Talon (Miribel, Ain)

1888 :
- Le Rhône et ses délaissés à Miribel (Ain)

1889 :
- La Fin de l’orage

- Le Chemin du moulin, à Miribel (Ain)

1890 :
- Le Lac du Riffel, près Zermatt (Valais)

- Fin d’orage à Miribel (Ain)

- Pluie (collection particulière)

1891 :
- La Mare de Neyron (Ain), soir après la pluie

- Les Bruyères

- Étude à Belmont

1892 :
- Quatre panneaux, paysage

- Étude en Suisse

1893 :
- Le Soir, bord de l’Azergues

- L’Etang de Billionnay

- Maquette des panneaux décoratifs de la salle des jeux du cercle international de Vichy

1894 :
- Rosée de septembre dans les près de Riorges (Loire)

- Le Matin dans les Alpes, chaîne du Mont-Rose (Valais)

- La Plage du corail à Saint-Raphaël (Var)

- La Mer

- Maquette des panneaux décoratifs exécutés dans la salle de jeu du cercle international de Vichy

- Vallée de l’Yzeron

- Le Printemps (sept panneaux décoratifs_Cercle international de Vichy)

- Crépuscule (étang de Billonnay)

- Matinée de septembre, bords du Suran (Ain)

1896 :
- Rosée d’octobre à Optevoz, Isère

- La Brévenne en octobre

1897 :
- Après l’averse, en octobre, à Optevoz (Isère)

- Matinée de septembre à Morestel (Isère)

1898 :
- Soir d’automne à Morestel

- Le Moulin Léotard, à St-Genis-Laval (Rhône).

1899 :
- Bords du Rhône à Irigny (matinée d’automne)

- Le Lac du Pras, près Brides-les-Bains

1900 :
- Le Matin à Poleymieux

- Le Soir à Poleymieux

1901 :
- Le Rhône à Miribel (Ain)

- À Riorges, près de Roanne, étude

1902 :
- À Morestel (Isère)

- À Charbonnières (Rhône)

1903 :
- Après la pluie. Lac Champe, Valais (Suisse)

- Bords de l’Oise

1904 :
- Matinée de septembre

- Solitude

- Temps gris

- Bords du Suran

- Soir d’automne

1905 : 
- Pluie et soleil

- Bords du Suran (Ain)

- À Montbard (Côte-d’Or)

- À Morestel

- Crépuscule

1914 : 
- Bords de rivière, bois, 315 × 444 mm

- Sentier fleuri au bord d’un champ de blé mûr. 350 × 265 mm

- Paysage., bois, 24 × 32 cm

- La Mare., bois, 23 × 32 cm

#### Galerie

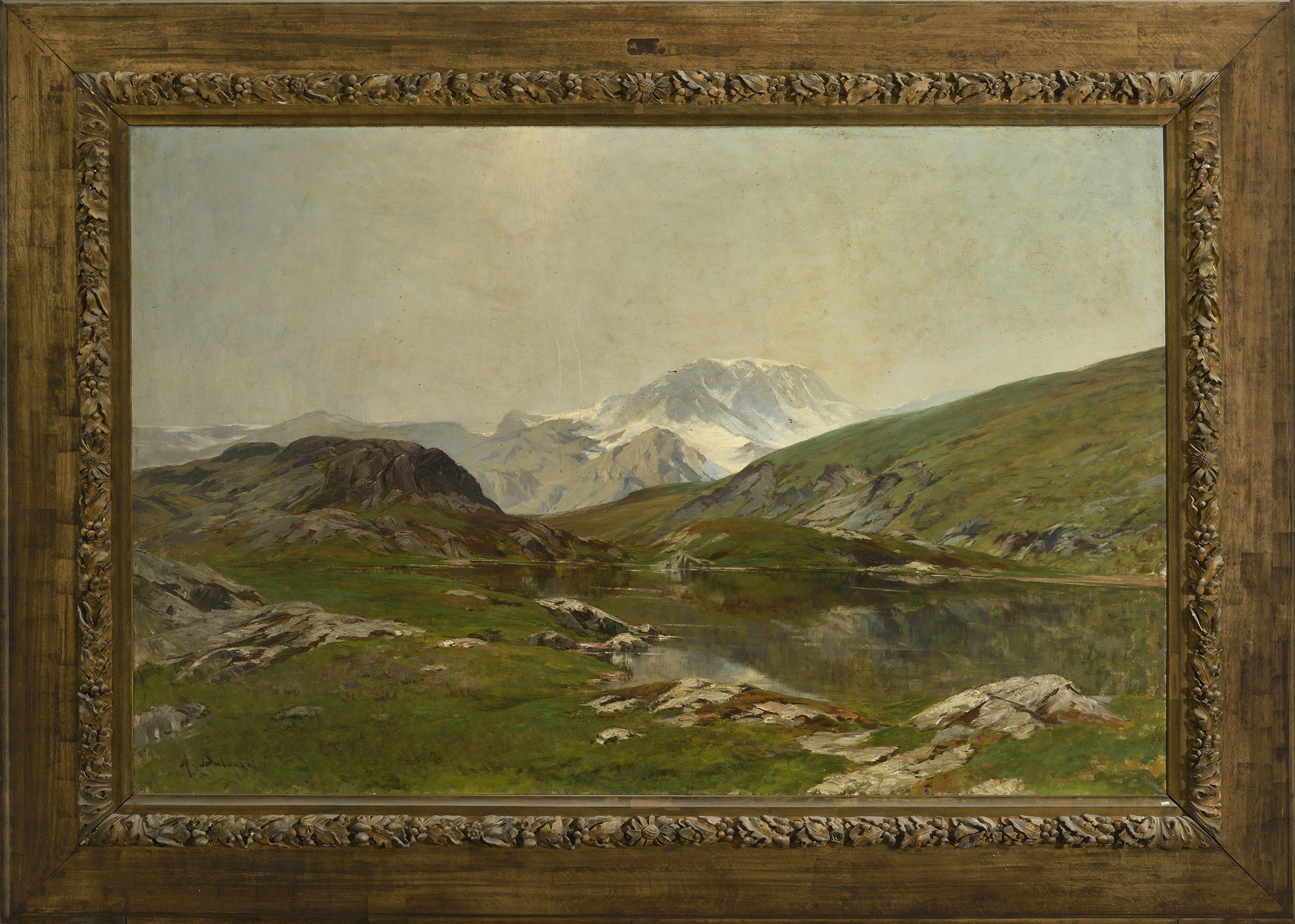
Site du Dauphiné, 1865, musée des beaux-arts de Lyon

### Salon à Paris
1884 :
- Juin à Riorges

- Matinée de juin sur les bords de Renaisson (Loire)

1885 :
- Optevoz en octobre

1886 :
- L'étang de Billionay a Optevoz

Balouzet a présenté plusieurs expositions particulières. En 1892, dans la maison de Guignol, quai Saint-Antoine, il expose avec le peintre Barriot une centaine de toiles. Il expose aussi régulièrement chez Fournier et Dusserre.

## Réception de son œuvre

### De son vivant
De nombreux journaux tels que Le Salut Public, Lyon-Revue ou encore Le Courrier de Lyon saluent en 1885 l'arrivée de ce « nouveau talent ». Il s'agit du moment où son art se sépare nettement des « factures adroites minutieuses et peu sincères qui lui avaient été enseignées », c'est ainsi que Bertnay qualifie l'enseignement de Lortet. Le nombre des journalistes attentifs à son travail augmente au fil des années. Et Balouzet se soumet volontiers aux interviews de Tairig. La Revue du Siècle lui ouvre ses colonnes, il se retrouve dans son atelier devant l'objectif de La Vie Française avant que Le Tout Lyon n'aide à lui consacrer une gloire qu'aucun journaliste ne conteste de son vivant. Des articles le mentionnant paraissent presque chaque année. Les années 1880 délivrent une gloire lyonnaise à Balouzet.
Dès 1884, E. Vintrigner prédit un bel avenir à ce jeune peintre. Après avoir décrit la toile La lisière du bois, il écrit ses quelques mots : « Voilà tout. D'un petit sujet M. Balouzet a su faire un grand et magnifique tableau » et le compare au classicisme romain de P. Flandrin. Oscar Havard appuie le point de vue de Vintrigner, selon lui : « Balouzet a entendu l'appel des naturalistes de l'ancienne Grèce ». Et Jumel apprécie la « poésie mélancolique » de la toile. Tout plaît et une conclusion s'impose : « nous avons affaire à un grand paysagiste ».
Quant à Bertnay, le « bourreau » des gloires en place, il détecte en lui un talent naissant avec la toile Octobre à Optevoz de l'artiste qu'il déplore de voir reléguer dans un petit salon pour le punir de l'imposante taille de cette œuvre.
Bleton, plus réticent, est l'un des premiers à détecter les limites de cet art de l'effet : « qui nous donne l'image exacte des choses sans nous en faire sentir l'âme ». Jean-Bach Sisley, dans La Vie Française écrit exactement l'inverse : « Cet idéal qui est dans les choses, Balouzet accomplit son œuvre d'artiste en le dégageant pour nous ». La fâcheuse insinuation de Bleton reste cependant sans écho face aux éloges de Crépuscule, toile de 1894, qui est mise à la mode par l'emploi du mot impression. LM écrit dans Le Salut Public : « Une terre rocheuse et déserte couverte d'un manteau de ténèbres naissantes, vaguement éclairée par la pleine lune qui monte à l'horizon. C'est fait à coups de balai, et pourtant d'une mélancolie saisissante. Voilà de l'impressionnisme intelligible et puissant ». Pour sa toile Bords du Suran à Châteauneuf-le-Vieux, Balouzet fait face à une ligne laconique en 1894 de Bleton : « les Bords du Suran sont en faveur cette année »; il ajoute qu'il en trouve « la note moins décorative et plus humaine, moins extérieure et plus intime ». 
Bords de Suran, exposé à Lyon en 1904, valent à Balouzet un commentaire effarouché de René Milhac : « Que dirais-je de Balouzet ? Sa puissance m'effraie un peu ; comme il connaît bien son art ! Il souligne ses effets en lutteur sûr du succès. Néanmoins, je préfère ses petites toiles : Bords du Suran aux grandes dont les qualités ne sont pas supérieures et qui tiennent plus de place. » Cette critique se montre sévère pour un paysagiste comme lui qui sait se montrer luministe distingué et qui est un incontestable maître des gris.
À la fin du siècle, Balouzet est un paysagiste qui rallie tous les suffrages, y compris ceux qu'impressionne un labeur aussi persévérant que l'artiste a su prélever sur ses horaires de puissant homme d'affaires.

### Après sa mort
Une fois disparu, sa renommée décroit. Et de toutes les nécrologies, celle de Payet formule le plus grand reproche que l'on puisse faire à un paysagiste : « Il a été plus un virtuose du pinceau qu'un poète ». Payet dit encore : « Pour corriger l'enseignement reçu de Lortet, il a consulté et aimé, un des premiers, l'œuvre de Carrand, Ravier et Vernay. Il n'a pu atteindre à la simplicité, la grandeur, la sublimité de ces maîtres dont les noms commencent à être proclamés pour la gloire ».
Lors de la vente posthume de son atelier, celui-ci est encore bien garni. Béraud signale que ses toiles ne trouvent d'acquéreurs qu'à des prix dérisoires.

## Distinctions
Balouzet remporte en quelques années toutes les récompenses à Lyon et se voit confier, en 1889, la décoration du Cercle de Vichy.
En 1889, il obtient une médaille avec sa toile Le matin dans les Alpes.
En 1891, il obtient une mention à Paris pour sa grande toile Un soir d'automne à Poncins.
En 1894, il obtient une médaille avec sa toile Les bords du Suran à Châteauneuf-le-Vieux et reçoit pour cette même toile les honneurs de la reproduction dans Lyon-Salon.
En 1895, il obtient la médaille d'or à l'exposition universelle de Lyon avec La Rosée à Opteroz..
En 1897, il obtient une deuxième médaille au Salon avec Soir d'automne à Morestel.
Au cours de sa vie, il devint également Vice-Président de la Société des Beaux Arts.

## Sociétés auxquels appartenaient l'artiste

### Apparitions dans la société lyonnaise des Beaux-Arts
Son activité d’exposant est constante à Lyon et à Paris dès les années 1875 où il est admis aux Salons et à la Société des Artistes Français de 1883 à 1903. Il obtient des médailles à Paris en 1893, 1897 et une mention à l’Exposition en 1900.
En 1892, il participe à l'exposition quai Saint-Antoine avec Barriot où sont exposées 100 œuvres des deux peintres. 
En 1897, le journal La vie Française rédige sur lui un article intitulé « Le peintre Balouzet dans son atelier ». 
En 1927, il apparaît dans la rétrospective d’art lyonnais. 
En 1936, il apparaît dans le livre d’art moderne lyonnais.
En 1939, du 4 février au 2 avril, ses œuvres apparaissent dans la collection Walter Gay du Louvre.
En 1940, il apparaît lors d'un salon unique.
En 1943, du 6 mars au 25 avril, ses œuvres apparaissent lors de l'exposition de 100 dessins de maîtres lyonnais du XIXe siècle.
En 1944, il apparaît dans la rétrospective du 19 février au 16 avril.
En 1945, il participe au Salon de l’union des artistes.
Depuis plusieurs années, les œuvres de cet artiste apparaissent dans les ventes aux enchères organisées à Lyon et dans sa région.

### Appartenance à la Société des Peintres de Montagne
La Société des Peintres de Montagne est fondée en 1898 par le géographe-alpiniste-artiste Franz Schrader. Elle a pour vocation de promouvoir la diversité et la qualité des œuvres plastiques inspirées par la montagne.
Balouzet faisait partie de la S.P.M., il en était un des membres les plus notoires et représentait les lyonnais avec Leberecht Lortet, son mentor et Joanny Drevet, un graveur.